# Assedio di Ōgaki
La battaglia del castello di Ōgaki (大垣城の戦い?, Ōgaki-jo no tatakai) avvenne in ottobre 1600 durante la campagna di Sekigahara.
La coalizione occidentale che era di stanza al castello di Ōgaki la sera del 20 ottobre lasciò Fukuhara Nagataka di stanza al maniero con 7 500 uomini e mosse la forza principale verso Sekigahara.
Un contingente guidato da Mizuno Katsushige iniziò l'assedio del castello il 21 ottobre, giorno della battaglia di Sekigahara. Tuttavia Sagara Yorifusa, Akizuki Tanenaga e Takahashi Mototane si allearono segretamente con Katsushige uccidendo Kakimi Kazunao, Kimura Yoshinobu e Toyomune Kimura. Solo Fukuhara Nagataka continuò a resistere, ma si arrese il 30 settembre aprendo le porte del castello.